# Janssoniella notata
Janssoniella notata är en stekelart som beskrevs av Kamijo 1960. Janssoniella notata ingår i släktet Janssoniella och familjen puppglanssteklar. Inga underarter finns listade i Catalogue of Life.